# Mainar
Mainar település Spanyolországban,  Zaragoza tartományban. Mainar Codos, Encinacorba, Villarreal de Huerva, Villadoz, Villarroya del Campo, Retascón és Torralbilla községekkel határos. Lakosainak száma 171 fő (2024).

## Népesség
A település népessége az utóbbi években az alábbiak szerint változott:
| Lakosok száma | 180  | 162  | 174  | 169  | 157  | 162  | 151  | 155  | 170  | 171  |
|               | 2001 | 2004 | 2007 | 2009 | 2012 | 2014 | 2017 | 2019 | 2022 | 2024 |